# Ch-38
Der Ch-38 ist eine modulare Luft-Boden-Rakete aus russischer Produktion. Die Artikelnummer der russischen Luftstreitkräfte lautet 9A7738.

## Entwicklung
Im Jahr 1996 wurde bekanntgegeben, dass man im Konstruktionsbüro Raduga (jetzt Tactical Missiles Corporation) an der Entwicklung einer Lenkwaffenfamilie mit der Bezeichnung Ch-38 arbeite. Damit sollen die aus den 1970er-Jahren stammenden Lenkwaffen Ch-25 sowie Ch-29 ersetzt werden. Die Ch-38 wurde erstmals auf der Messe MAKS 2007 der Öffentlichkeit präsentiert. Einige Ch-38ML wurden 2012 zu Testzwecken an die russischen Luftstreitkräfte ausgeliefert. Danach wurde die Ch-38 bei den russischen Luftstreitkräfte eingeführt.

## Technik
Die Ch-38 kann gegen ein großes Spektrum taktischer Ziele, zum Beispiel Flugabwehr, Schiffe, Transporteinrichtungen, Verkehrsanlagen und verbunkerte Anlagen eingesetzt werden. Zu diesem Zweck ist die Ch-38 modular aufgebaut und besteht aus folgenden Teilen: Lenkeinheit, Suchkopf, Sprengkopf sowie Raketenmotor. In Abhängigkeit zur taktischen Situation und zur Zielbeschaffenheit kann die Ch-38 mit unterschiedlichen Such- und Sprengköpfen ausgerüstet werden. Außer vom Raketenmotor und der Lenkeinheit existieren von sämtlichen Modulen verschiedene Ausführungen, die miteinander kombiniert werden können. Es entstehen so verschiedene Ausführungen der Ch-38:
- Ch-38ML: Mit Ts-074MD-Lenkeinheit und halbaktivem 65SNL-Laserzielsuchkopf.
- Ch-38MA: Mit Ts-074MD-Lenkeinheit und einem aktiven ARGS-38-Radarsuchkopf im Ku-Band.
- Ch-38MT: Mit Ts-074MD-Lenkeinheit und einer abbildenden IR-Kamera mit digitaler Bildverarbeitung.
- Ch-38MK: Mit Ts-074MD-Lenkeinheit.

Die Ch-38 kann abhängig von der Zielbeschaffenheit mit einem 250 kg schweren BS-65F-Splittergefechtskopf, dem BS-65P-Penetrationsgefechtskopf oder Bomblets (nur Ch-38MK) ausgerüstet werden.
Die Ch-38 kann von Startschienen des Typs AKU und APU eingesetzt werden. Die Lenkwaffen können mit Faltflügeln für den Transport im Bombenschacht ausgerüstet werden. Beim Start aus einer niedrigen Flughöhe liegt die Reichweite bei rund 12–20 km. Aus großer Höhe wird eine Reichweite von bis zu 40 km erreicht. Die Ch-38 kann in einem Höhenbereich von 200–12.000 m bei Geschwindigkeiten von 15–450 m/s gestartet werden. Der Flug ins Zielgebiet erfolgt autonom mit Hilfe der Ts-074MD-Lenkeinheit. Diese verwendet neben einem INS einen mehrkanaligen Empfänger für die Satelliten-Navigationssysteme GLONASS und GPS. Je nach Verfügbarkeit wählt das Lenksystem automatisch eines der beiden Satelliten-Signale aus. Für den Zielanflug kommt dann der bordeigene Suchkopf zum Einsatz und führt die Lenkwaffe in Ziel. Außer bei der Ausführung Ch-38ML erfolgt der Zielanflug ebenfalls autonom. Bei der Ch-38ML ist eine Zielbeleuchtung mittels Laser notwendig. Die anderen Ausführungen gehören zu den sogenannten Fire-and-Forget-Waffen. Die mittlere Treffgenauigkeit (CEP) soll bei 2–5 m liegen. Es sollen auch kleine und bewegliche Ziele von der Größe eines PKW bekämpft werden können.

## Kriegseinsatz
Die Ch-38 kam ab 2015 im Rahmen des russischen Engagements im Bürgerkrieg in Syrien zum Einsatz. Danach verwendeten die Streitkräfte Russlands die Ch-38 beim russischen Überfall auf die Ukraine 2022.

## Trägerflugzeuge
- Kamow Ka-52 (NATO-Codename „Hokum“)
- Mikojan-Gurewitsch MiG-35 („Fulcrum“)
- Suchoi Su-24 („Fencer“)
- Suchoi Su-25 („Frogfoot“)
- Suchoi Su-30 („Flanker“)
- Suchoi Su-34 („Fullback“)
- Suchoi Su-35BM („Flanker“)
- Suchoi Su-57 („Felon“)